# 1-羟基咪唑-3-氧化物
1-羟基咪唑-3-氧化物是一种有机化合物，化学式为C3H4N2O2。它可由乙二醛水溶液、甲醛水溶液、甲醇和盐酸羟胺反应得到。它在碳酸氢钠存在下硫酸二甲酯反应，再和氯化铁盐酸溶液反应，可以得到1,3-二甲氧基咪唑鎓四氯铁(III)酸盐。